# Shirley Clarke
Shirley Clarke (New York, 2 de octubre de 1919–Boston, 23 de septiembre de 1997) fue una cineasta independiente estadounidense. Trabajó además como directora y editora en algunas obras cinematográficas comerciales. Inició su carrera en la década de 1950, dirigiendo principalmente cortometrajes y documentales. Su película Portrait of Jason logró aclamación crítica y se convirtió en su obra más reconocida, contando actualmente con un 100% de aprobación en el sitio especializado Rotten Tomatoes. Clarke murió a causa de un derrame cerebral en 1997.

## Biografía
Clarke es hija de un inmigrante polaco que hizo su fortuna en la industria manufacturera. Su madre fue hija de un judío multimillonario e inventor. Se educó en la Lincoln School de Manhattan y estudió danza moderna con Martha Graham. A los diecisiete años consiguió su primer trabajo como coreógrafa. Más tarde representó sus propias obras en el Dance Theatre y en el Carnegie Hall de Nueva York. Fue miembro de la junta directiva de la Asociación Nacional de Danza. Dejó su carrera de bailarina para dedicarse al cine independiente en 1953.
Estuvo casada con Bert Clarke. Es la hermana mayor de la escritora Elaine Dundy, que estuvo casada con Kenneth Tynan.
Fundadora junto a Mekas, del New American Cinema Group (28/09/1960). Su película siguiente, The Cool World (1963), presenta a jóvenes neoyorkinos que caen en la delincuencia, en Portrait of Jason (1967), es un bello ejemplo de cine directo. Estas dos películas fueron seleccionadas para el Registro Cinematográfico Nacional por la Biblioteca del Congreso por su importancia "cultural, histórica o estética".
Participó también en la película de Agnes Varda Lion's Love en 1969, desde entonces trabajó sobre todo para cadenas de televisión por cable. En 1985, realizó Ornette: Made in America.
Profesora de cine en la Universidad de California en Los Ángeles, 1975-83.

## Filmografía

### Cine
- A Dance in the Sun (1953)
- In Paris Parks (1954)
- Bullfight (1955)
- A Moment in Love (1957)
- Brussels "Loops (1958)
- Bridges-Go-Round (1958)
- Skyscraper (1959) con Willard Van Dyke e Irving Jacoby
- A Scary Time (1960)
- The Connection (1961)
- Robert Frost: A Lover's Quarrel with the World (1963)
- The Cool World (1963)
- Portrait of Jason (1967)
- Man in Polar Regions (1967)
- Trans (1978)
- One Two Three (1978)
- Mysterium; Initiation (1978)
- Savage/Love (1981)
- Tongues (1982)
- Ornette: Made in America (1985)

## Premios y nominaciones
Premios Óscar
| Año  | Categoría          | Película   | Resultado |
| ---- | ------------------ | ---------- | --------- |
| 1960 | Mejor cortometraje | Skyscraper | Nominada  |